# Die Nakse Bananen
Die Nakse Bananen (DNB) is sinds 1990 een Nederlandse punkband.

## Biografie
De band werd in 1990 opgericht door Deef de Kanarie en opgericht in Venray. Door een gebrek aan muzikanten zijn de bezettingswisselingen ontelbaar. Nadat Deef naar Rotterdam was verhuisd, verhuisde de bandnaam mee. Daar wist hij met behulp van nieuwe muzikanten een doorstart te maken. Een stabiele bezetting was: Skoen fu (bas), Nak (gitaar), Sid (zang) en Deef op drums.
Politiek is de band niet, er wordt bijvoorbeeld gezongen over "Wodka Speed Skunk en Haarlak". Muzikaal gezien spelen zij in de oude streetpunk-stijl.

## Discografie
- What's Up With Venrooi? - (demo/ep), eigen beheer 1990
- Short Dick Man (tape, demo) - eigen beheer, 1996
- De Nieuwe Bezetting (tape, demo) - eigen beheer, 1998
- Bummer '99 (cd, album) - Tocado Records, 1999
- Naamloos (cd, album) - Die Nakse Bananen, eigen beheer, 2001
- Going Bananas (cd, album) - Rock N Roll Addicts Records, 2008
- 13 (lp, cd, album) - eigen beheer, 2013